# أولاف شميد
أولاف شميد (بالإنجليزية: Olaf Schmid)‏ هو عسكري بريطاني، ولد في 11 يونيو 1979 في ترورو في المملكة المتحدة، وتوفي في 31 أكتوبر 2009 في سنجين في أفغانستان.